# Riu d'Incles
Riu d'Incles är ett vattendrag i Andorra. Det ligger i parroquian Canillo, i den centrala delen av landet. Riu d'Incles mynnar i Riu Valira d'Orient.
Trakten runt Riu d'Incles består i huvudsak av gräsmarker.